# Saint-Bertrand-de-Comminges
Saint-Bertrand-de-Comminges település Franciaországban, Haute-Garonne megyében. Római kori neve: Lugdunum Convenarum. Lakosainak száma 233 fő (2022. január 1.). Saint-Bertrand-de-Comminges Labroquère, Gaudent, Générest, Sacoué, Sarp, Tibiran-Jaunac, Valcabrère és Aveux községekkel határos.. A település az egykori Saint-Bertrand-de-Comminges-i egyházmegye püspöki székvárosa volt, amelyenek a területét a Toulouse-i főegyházmegye és a Bayonne-i egyházmegye között osztották fel.

## Népesség
A település népessége az elmúlt években az alábbi módon változott:
| Lakosok száma | 317  | 228  | 217  | 252  | 246  | 244  | 244  | 240  | 237  | 233  |
|               | 1968 | 1982 | 1990 | 2006 | 2013 | 2015 | 2017 | 2019 | 2020 | 2022 |